# ハマグリ属
ハマグリ属（ハマグリぞく、Meretrix）は、二枚貝綱マルスダレガイ科の1属である。属のタイプは Venus meretrix Linnaeus,1758。

## 特徴
殻は大型で硬く、表面は平滑。内側に真珠層は無く白色を呈する。丸みを帯びた三角形をしており、特に前縁が丸く、後背縁はゆるやかに湾曲する。後端は狭くなるとともに殻頂は高まる。小月面や盾面を欠く。主歯・前側歯を持つ。套線湾入は浅い。

## 種
現生種には以下のようなものがある。
- Meretrix attenuata Dunker, 1862 - ベトナム
- Meretrix casta (Chemnitz, 1782) - タイからインド
- Meretrix lamarckii Gray, 1853 チョウセンハマグリ
日本（房総半島以南の本州・四国・九州・沖縄）・朝鮮半島・中国の潮間帯から水深 20m 程度の砂泥底に分布。ハマグリに似るがより三角形に近く、大型で殻も厚い。また、ハマグリほど殻表面の模様が発達しない[2]。日本国内で食用とされてきたが、漁獲量は減っている。中国名：斧文蛤。
- Meretrix lusoria (Röding, 1798) ハマグリ
日本（本州・四国・九州）・朝鮮半島・中国の潮間帯から水深 20m 程度の砂泥底に分布[2]。大型で、殻長 8.5cm に達する。殻の色および模様は白色・栗褐色・黒褐色など変化に富む[1]。標準和名のハマグリは本種を指す。チョウセンハマグリやシナハマグリも一般にハマグリと呼ばれて日本国内で流通している。　後述の千葉県レッドデータブックに掲載されているのも本種である。
- Meretrix lyrata (Sowerby II, 1851) ミスハマグリ - ベトナム？
- Meretrix marisarabicum C. Martin & Matsukuma, 2020 パキスタン
- Meretrix meretrix (Linnaeus, 1758)  - 東南アジアから南アジア この学名は台湾のタイワンハマグリに対し用いられてきたが、台湾のタイワンハマグリは別種 Meretrix taiwanica S.-T. Hsiao & S.-C. Chuang, 2023 とされる[3]。
- Meretrix ovum (Hanley, 1845) - タイからインド
- Meretrix petechialis (Lamarck, 1818) シナハマグリ
朝鮮半島・中国・ベトナム・日本（移入）。　日本国内に輸入され、広く食用とされている。中国名：中华文蛤。
- Meretrix planisulcata (Sowerby II, 1851) - タイ
- Meretrix taiwanica S.-T. Hsiao & S.-C. Chuang, 2023　タイワンハマグリ 台湾西岸-中国南部-ベトナム北部。台湾産のものの一部は日本から持ち込まれ養殖されてきたハマグリ M. lusoria だと考えられてきたが、遺伝子解析の結果別種とされた[3]。
- Meretrix sp. トゥドゥマリハマグリ  - 日本（西表島トゥドゥマリ浜）
- Meretrix sp. lyrata auct. ハンボリハマグリ  - ベトナム（波静かな砂地）M. lyrata とは別種という[4]。

さらに複数種が東南アジアからインドを中心に生息するが、未記載種などもあって分類は未整理とされる。

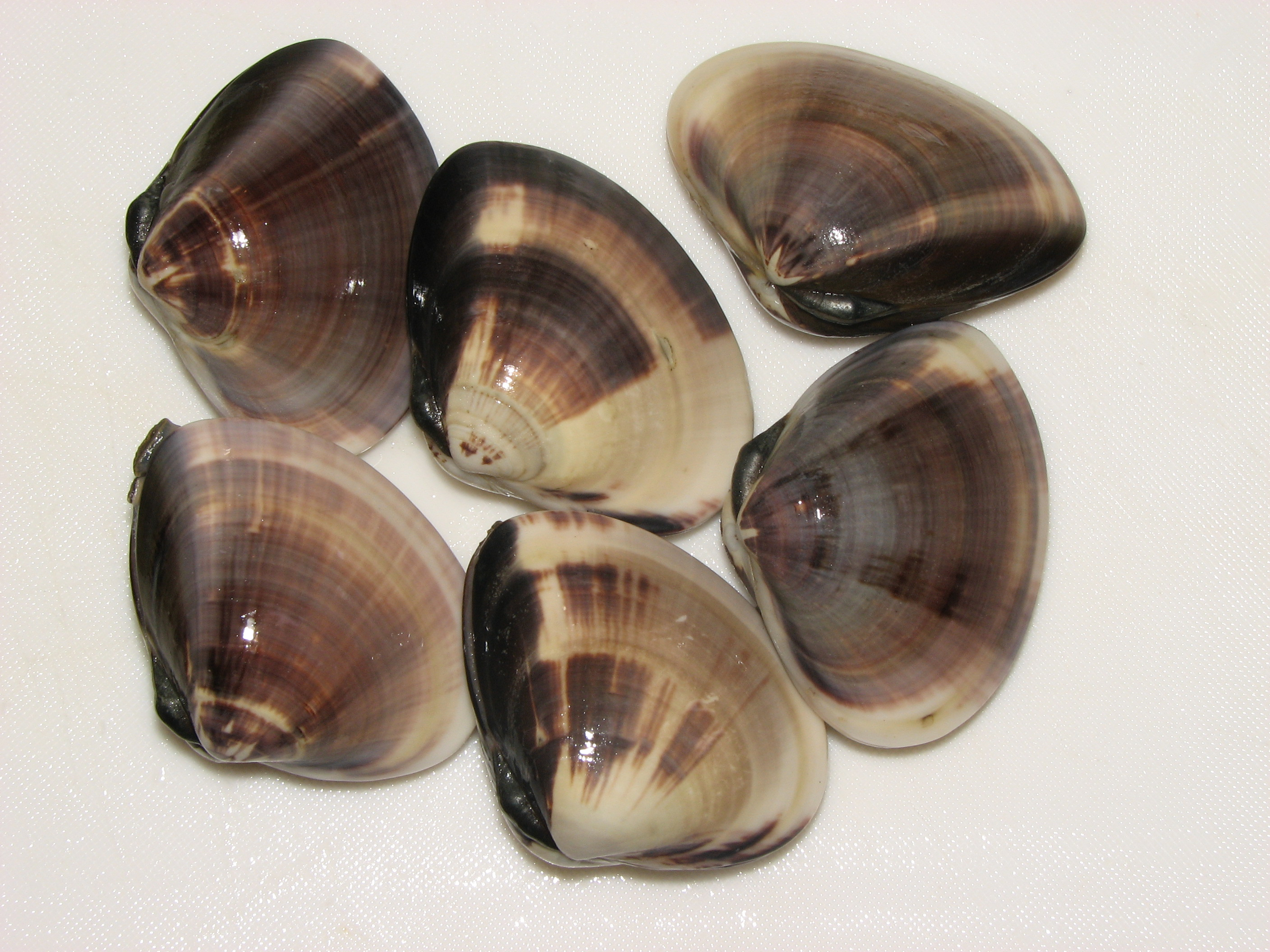
チョウセンハマグリ(Meretrix lamarckii) 千葉県九十九里産 「地蛤」として販売されていたもの、殻径60mm
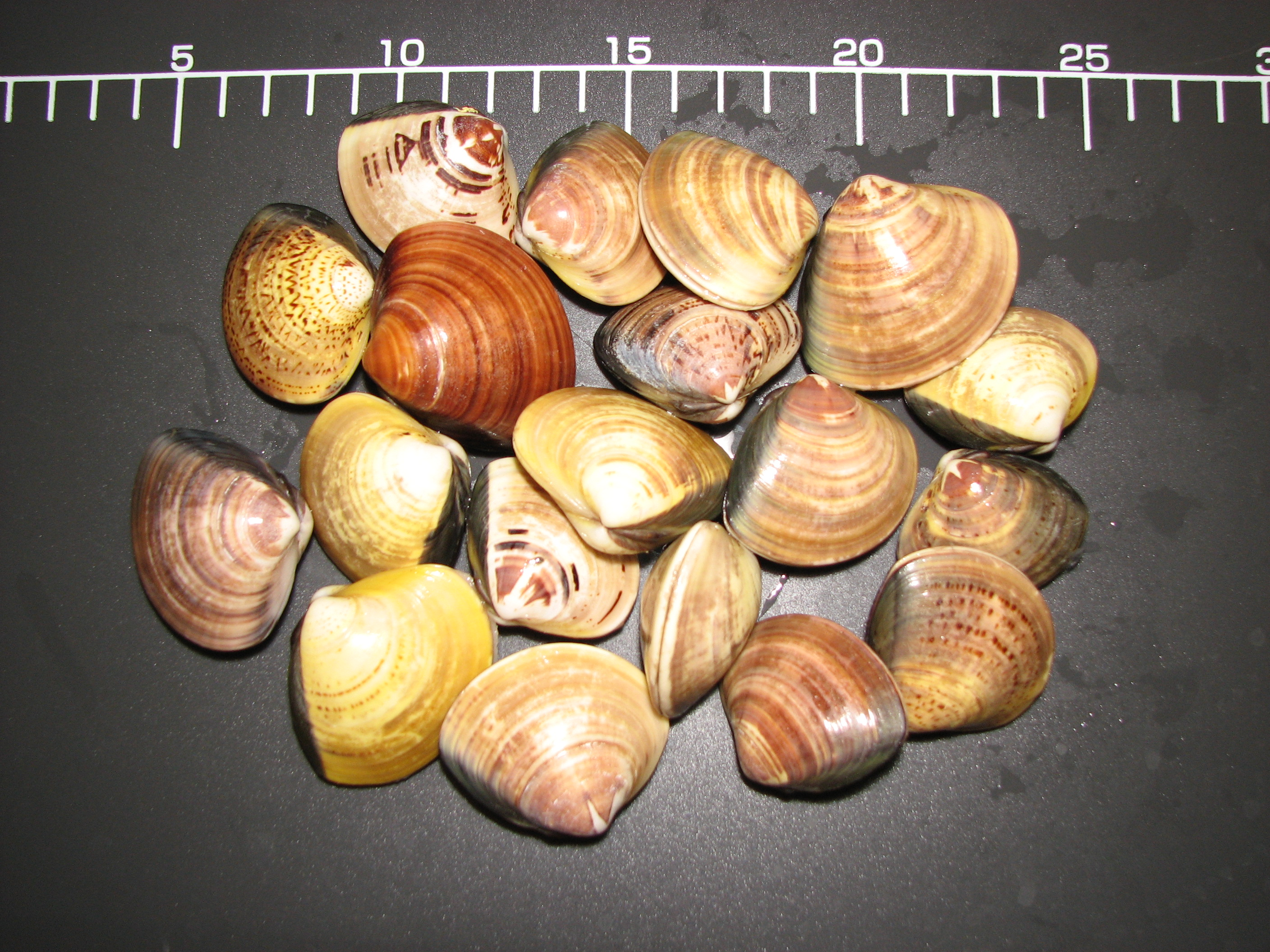
シナハマグリ(Meretrix petechialis) 中国産 殻径40-55mm

## 漁獲
昭和後期からハマグリの全国的な減産にともない、中国大陸と朝鮮半島から別種のシナハマグリ（Meretrix petechialis）が大量に輸入されるようになった。（JAS法における産地の表示は、生育期間が長いほうを表示するように義務づけられており）、輸入されたシナハマグリは、日本の浅海域で一時畜養されても「国産」「-県産」や「地はまぐり」などの表記はできない。しかし、たとえば三重県桑名市などでは輸入したシナハマグリを海に3か月ほど浸け（これを畜養と呼ぶ）国産として出荷するなどしていた例があるが、このような外国産の畜養品を国産と呼ぶのはJAS法違反となる.。しかし2009年には、やはり中国産のシナハマグリを国産と偽った水産業者が逮捕されるなどの産地偽装事件が起こっている。
その他、これら輸品が潮干狩り場で撒かれたりもしていることから、実際に見られる「ハマグリ」のほとんどはこのシナハマグリである。
千葉県レッドデータブックでは、標準和名のハマグリは野生絶滅(EX)であり、現在千葉県で産するのは九十九里浜産のチョウセンハマグリ (Meretrix lamarckii)、または潮干狩りのために放流されたシナハマグリである。
茨城県産のものは「ハマグリ」として売られているが、これもチョウセンハマグリである。和名のチョウセンは「朝鮮」だが、輸入品と混同されることを嫌ってか、はさき漁業協同組合などは「汀線」としている。市場では「地蛤（じはまぐり）」や「鹿島灘はまぐり」の名で流通することが多い。
三重県産のものも「その手は桑名の焼きはまぐり」の地口などで古くから有名だが、現在「桑名産」は数十トン前後である。桑名産ハマグリの復活へ向けて、人工干潟の造成などの取り組みが行われている。四日市・楠の輸入シナハマグリは出荷日本一である。
このほか缶詰や剥き身などの加工食品にはベトナム産のハンボリハマグリ（しばしばミスハマグリ Meretrix lyrata と呼ばれるが別種とされる）なども多く使用されている。

## 統計
日本における「ハマグリ類」の漁獲高の推移を示す。この統計の「ハマグリ類」にはハマグリ、チョウセンハマグリ、シナハマグリ等が含まれる（漁業・養殖業生産統計「農林水産省」）。
|        | 漁獲高（トン） |
| ------ | -------------- |
| 1920年 | 7103           |
| 1930年 | 5629           |
| 1940年 | 3940           |
| 1950年 | （欠測）       |
| 1960年 | 15847          |
| 1970年 | 4955           |
| 1980年 | 1910           |
| 1990年 | 2251           |
| 2000年 | 1543           |

## 歴史
ハマグリにまつわる話で、具体的な内容が記されているものとしては、奈良時代の常陸国風土記に登場する、大櫛（国の史跡に指定されている水戸市大串貝塚）の蛤の話（ダイダラボウの話）が古く、常陸の鹿島灘に生息するチョウセンハマグリは日本古来の蛤の一種として、古くから「ハマグリ・はまぐり・蛤」と呼ばれていたことが確認できる。

## 工業利用
碁石の白石の原料にチョウセンハマグリの大型半化石を用いる。日向はまぐり碁石の記事参照。